# Тернівка (Гайсинський район)
Терні́вка — село в Україні, у Джулинській сільській громаді Гайсинського району Вінницької області.

## Історія
Станом на 1885 Тернівка — центр Тернівської волості Гайсинського повіту Подільської губернії. Колишнє власницьке містечко при струмкові за 55 верст від повітового міста, 1256 осіб, 193 дворових господарства, православна церква, костел, синагога, 3 єврейських молитовних будинки, 7 постоялих дворів, постоялий будинок, 38 лавок, 3 кузні, пивоварний завод, іконописна майстерня, 2 екіпажних фабрики, базари через 2 тижні.
7 березня 1923 року стала частиною новоутвореного Тернівського району Гайсинської округи.
Рішенням Президії ВУЦВК від 3 червня 1925 року Гайсинську округу було ліквідовано через економічну слабкість і поганий зв'язок периферії округи з окружним центром, а Тернівський район включено до Уманської округи.
За постановою ВУЦВК УСРР від 2 вересня 1930 року в Українській СРР був ліквідований адміністративно-територіальний поділ на округи і встановлено 503 окремі адміністративні одиниці. Розформований був також Тернівський район з віднесенням території до складу Джулинського району.
З утворенням Вінницької області 27 лютого 1932 Джулинський район став її частиною.
Під час другого голодомору у 1932–1933 роках, проведеного радянською владою, загинуло 174 особи.
10 вересня 1959 з метою укрупнення районів Джулинський район ліквідували з передачею його території до складу Бершадського і Теплицького районів, Тернівка ввійшла до складу Бершадського району Вінницької області.
12 червня 2020 року, відповідно розпорядження Кабінету Міністрів України № 707-р «Про визначення адміністративних центрів та затвердження територій територіальних громад Вінницької області», село увійшло до складу Джулинської сільської громади.
19 липня 2020 року, в результаті адміністративно-територіальної реформи і ліквідації Бершадського району, село увійшло до складу Гайсинського району.

## Видатні уродженці
- Степовий Іван Якович (1923—2010) — радянський військовик, учасник Другої світової війни, почесний громадянин Бердичева.
- Хворостяний Микола Михайлович (1910-1974) — український радянський діяч, журналіст.